# Idzie skacząc po górach
Idzie skacząc po górach – powieść Jerzego Andrzejewskiego napisana w 1963 roku. W 1973 roku opublikowana za zgodą autora w połączeniu z dwiema innymi jego powieściami: Ciemności kryją ziemię i Bramy raju. Powieść koncentruje się na postaci wybitnego malarza, Antoniego Ortiza i jego powrocie do twórczości artystycznej. Tytuł powieści nawiązuje do cytatu z Pieśni nad pieśniami, a pierwowzorem postaci Ortiza jest Pablo Picasso.

## Treść powieści
Akcja powieści dzieje się w latach 1959–1960 w Vollioures i w Paryżu i koncentruje się na, oglądanym z perspektywy różnych bohaterów, osiemdziesięcioletnim malarzu Antonim Ortizie. Uznany za jednego z najwybitniejszych współczesnych twórców, po wielu latach bezczynności powraca z serią portretów swojej młodziutkiej kochanki Françoise Pilier. 22 obrazy mają być wystawione 22 marca w Paryżu, w dniu, w którym Françoise skończy 22 lata. Wystawa odnosi ogromny sukces, publiczność i krytycy, są zachwyceni zarówno nowymi dziełami Ortiza, jak i ich inspiracją – miłością, która jest siłą twórczą, pobudzającą do artystycznej twórczości. Tymczasem cała sytuacja została zaaranżowana przez malarza – nie był zakochany we Françoise, była ona tylko dziewczyną dziennikarza, który próbował przeprowadzić z Ortizem wywiad, w zamian za tenże wywiad Ortiz kupił Françoise od niego, gdyż interesowała go jej „kruchoroślinność”, jej forma zewnętrzna, która dostarczyła mu tematu do obrazów. Legendę o swojej miłości jako o sile twórczej Ortiz spreparował sam. Tę wymyśloną miłość rozgrywa do końca – kiedy po zakończonej wystawie Françoise ginie przypadkowo w wypadku, Ortiz w teatralnym geście podnosi jej ciało i odchodzi.

### Postać Ortiza
Antonio Ortiz jest zdrowym, zamożnym osiemdziesięcioletnim malarzem. Jest, zarówno jako artysta i jako człowiek, postacią całkowicie suwerenną wewnętrznie, nie podlega żadnym zewnętrznym przymusom. Takie uprawnienia daje mu jego geniusz, który pozwala mu panować zarówno nad wyobraźnią masową jak i nad namiętnością, którą wykorzystuje jako tworzywo twórczości i budulec swojego mitu. Również jego rola artysty pozwala mu całkowicie ignorować prawa moralne rządzące rzeczywistością. To do jego suwerenności odnosi się zwrot zaczerpnięty z Pieśni nad pieśniami i służący za tytuł powieści – idzie skacząc po górach, przeskakując pagórki

## Ironia
Ważną rolę w utworze pełni ironia, zawarta przede wszystkim w sposobie kształtowania wypowiedzi przez narratora. Ironia ta wyraża się w ukazywaniu trywialności ukrytej za wzniosłą twórczością Ortiza. Ironia ta jest przez badaczy postrzegana jako wyraz kryzysu światopoglądowego, dotykającego Andrzejewskiego, a także jako środek zabezpieczający autora przed wpadnięciem w konwencję wzniosłego pisania o twórczości artystycznej. Ma również wskazywać na ironiczne połączenie w człowieku wartości duchowych z cielesnością.